# Episodi di Bat Masterson (prima stagione)
La prima stagione della serie televisiva Bat Masterson è andata in onda negli Stati Uniti dall'8 ottobre 1958 al 29 luglio 1959 sulla NBC.
| nº | Titolo originale                   | Prima TV USA     |
| -- | ---------------------------------- | ---------------- |
| 1  | Double Showdown                    | 8 ottobre 1958   |
| 2  | Two Graves for Swan Valley         | 15 ottobre 1958  |
| 3  | Dynamite Blows Two Ways            | 22 ottobre 1958  |
| 4  | Stampede at Tent City              | 29 ottobre 1958  |
| 5  | The Fighter                        | 5 novembre 1958  |
| 6  | Bear Bait                          | 12 novembre 1958 |
| 7  | A Noose Fits Anybody               | 19 novembre 1958 |
| 8  | Dude's Folly                       | 26 novembre 1958 |
| 9  | The Treasure of Worry Hill         | 3 dicembre 1958  |
| 10 | Cheyenne Club                      | 17 dicembre 1958 |
| 11 | Sherman's March Through Dodge City | 24 dicembre 1958 |
| 12 | Trail Pirate                       | 31 dicembre 1958 |
| 13 | Double Trouble in Trinidad         | 7 gennaio 1959   |
| 14 | Election Day                       | 14 gennaio 1959  |
| 15 | One Bullet from Broken Bow         | 21 gennaio 1959  |
| 16 | A Personal Matter                  | 28 gennaio 1959  |
| 17 | License to Cheat                   | 4 febbraio 1959  |
| 18 | Sharpshooter                       | 11 febbraio 1959 |
| 19 | River Boat                         | 18 febbraio 1959 |
| 20 | Battle of the Pass                 | 25 febbraio 1959 |
| 21 | Marked Deck                        | 11 marzo 1959    |
| 22 | Incident in Leadville              | 18 marzo 1959    |
| 23 | The Tumbleweed Wagon               | 25 marzo 1959    |
| 24 | Brunette Bombshell                 | 1º aprile 1959   |
| 25 | Deadline                           | 8 aprile 1959    |
| 26 | Man of Action                      | 22 aprile 1959   |
| 27 | A Matter of Honor                  | 29 aprile 1959   |
| 28 | Lottery of Death                   | 13 maggio 1959   |
| 29 | The Death of Bat Masterson         | 20 maggio 1959   |
| 30 | The Secret Is Death                | 27 maggio 1959   |
| 31 | Promised Land                      | 10 giugno 1959   |
| 32 | The Conspiracy (Part 1)            | 17 giugno 1959   |
| 33 | The Conspiracy (Part 2)            | 24 giugno 1959   |
| 34 | The Black Pearls                   | 1º luglio 1959   |
| 35 | The Desert Ship                    | 15 luglio 1959   |
| 36 | The Romay Knives                   | 22 luglio 1959   |
| 37 | Buffalo Kill                       | 29 luglio 1959   |

## Double Showdown
- Prima televisiva: 8 ottobre 1958
- Diretto da: Walter Doniger
- Soggetto di: Andy White, Frank Pittman

### Trama
- Guest star: Charles Maxwell (Ed Caulder), Adele Mara (Maria), K. L. Smith (Chuck), Robert Middleton (Big Keel Roberts), Jean Willes (Lucy Slater), Elisha Cook, Jr. (Pete Sheeley), King Donovan (Shorty Keenan), William Vaughn (Nelson)

## Two Graves for Swan Valley
- Prima televisiva: 15 ottobre 1958
- Diretto da: Walter Doniger
- Soggetto di: Frank Pittman, Andy White

### Trama
- Guest star: Marcia Henderson (Molly Doyle), Broderick Crawford (sergente Foley), Murvyn Vye (Big Ed Bacon), Patrick McVey (Angus McLarnin), William Henry (Griff Hanley)

## Dynamite Blows Two Ways
- Prima televisiva: 22 ottobre 1958
- Diretto da: Bernard Girard
- Scritto da: Gene Levitt

### Trama
- Guest star: Jeff De Benning (Horton), Susan Cummings (Valorie Mitchell), Tom McKee (Swede), Reed Hadley (Raoul Cummings), Tyler McVey (Thompson)

## Stampede at Tent City
- Prima televisiva: 29 ottobre 1958
- Diretto da: David Friedkin
- Scritto da: Morton Fine, David Friedkin

### Trama
- Guest star: James Best (Joe Best), Joseph Breen (cittadino), Joan Marshall (Laura Hopkins), William Conrad (Clark Benson), Tom Vize (Wrangler), Troy Melton (Wrangler)

## The Fighter
- Prima televisiva: 5 novembre 1958
- Diretto da: Eddie Davis
- Scritto da: Turnley Walker

### Trama
- Guest star: Marie Windsor (Polly Landers), Robert J. Wilke (Bull Kirby), Patrick Waltz (Jim Bemis), Ray Kellogg (Brock)

## Bear Bait
- Prima televisiva: 12 novembre 1958
- Diretto da: Bernard Girard
- Scritto da: Andy White

### Trama
- Guest star: Patricia Donahue (Joyce), Wayne Burson (U.S. Marshal), Bobby Hall (Roger), Milton Frome (sceriffo Clark), James Westerfield (Shapley Howell)

## A Noose Fits Anybody
- Prima televisiva: 19 novembre 1958
- Diretto da: Eddie Davis
- Scritto da: John Elliotte

### Trama
- Guest star: Jack Wagner (Deputy), Les Hellman (Ray Clinton), Gary Vinson (Billy Thompson), Murvyn Vye (Big Ed Bacon), Clayton Behee (Aerialist), William Henry (Griff Hanley), George Jones (barista), Billy Nelson (Ring Master), George Offerman (Dealer), Max Palmer (barista), Ernestine Clarke (Lola Faire), Robert Swan (Ben Thompson)

## Dude's Folly
- Prima televisiva: 26 novembre 1958
- Diretto da: Otto Lang
- Scritto da: Don Brinkley

### Trama
- Guest star: Nancy Hadley (Jan Larkin), Leo Gordon (Joe Quince), Allison Hayes (Ellie Winters), Jack Reitzen (Packy), Joe Turkel (Woody Larkin)

## The Treasure of Worry Hill
- Prima televisiva: 3 dicembre 1958
- Diretto da: John Rich
- Scritto da: Gene Levitt

### Trama
- Guest star: Ken Drake (Burdette), Audrey Dalton (Abigail Feather), Harvey Stephens (Isaac Parker), Ross Martin (Caulder Larson), Robert Anderson (Richard Woodman)

## Cheyenne Club
- Prima televisiva: 17 dicembre 1958
- Diretto da: Walter Doniger
- Scritto da: D. D. Beauchamp

### Trama
- Guest star: Karl Swenson (Pate), Olan Soule (barista), Frank Warren (Marshal), William Tannen (John Conant), Louise Fletcher (Sarah Lou), Bill Catching (Kansas), John Close (Homesteader), Leonard P. Geer (Woody), Dean Harens (Steven Haley), Joe Ferrante (Trent)

## Sherman's March Through Dodge City
- Prima televisiva: 24 dicembre 1958
- Diretto da: Eddie Davis
- Scritto da: Maurice Tombragel

### Trama
- Guest star: William Joyce, Joseph Hamilton (presidente Hayes), Harvey Dunn, Phyllis Coghlan, Michael Whalen (Marshal), Robert J. Stevenson (Luke), John Gallaudet (generale Sherman)

## Trail Pirate
- Prima televisiva: 31 dicembre 1958
- Diretto da: Bernard Girard
- Scritto da: Wells Root
- Soggetto di: Richard O'connor

### Trama
- Guest star: Howard Wright (Trail Outfitter), Hank Patterson (cercatore), Barry Atwater (Egan), Jim Bannon (sceriffo), Frank Watkins (uomo), Kenneth Alton (Hyde), Charles MacDonald Heard (Vail), Gloria Talbott (Ellen Parish)

## Double Trouble in Trinidad
- Prima televisiva: 7 gennaio 1959
- Diretto da: Montgomery Pittman
- Soggetto di: Richard O'connor

### Trama
- Guest star: Richard Bakalyan (Sam Teller), Johnny Silver (Drummer), Yvette Vickers (Jessie Simmons), Richard Reeves (George Swift), David Tyrell (Grant Keely), Robert Lynn (Transfer Clerk), Charles Seel (Barkeep), John Baxter (Lead Guard), John Falvo (Joe), Harry Clexx (impiegato dell'hotel), Lance Fuller (Mornsby)

## Election Day
- Prima televisiva: 14 gennaio 1959
- Diretto da: Monroe P. Askins
- Scritto da: Turnley Walker

### Trama
- Guest star: Gene Roth (Oliver Hinton), Vance Skarstedt (sceriffo), Dan Sheridan (Joe Rankin), Kasey Rogers (Kitty Meadows), Ken Christy (Morgan), Peter Hansen (Teddy Wright)

## One Bullet from Broken Bow
- Prima televisiva: 21 gennaio 1959
- Diretto da: Allen H. Miner
- Scritto da: Andy White

### Trama
- Guest star: Susan Whitney (Lori Rafferty), Charles Maxwell (generale Sheridan), Joan O'Brien (Dolores Clark), Donna Martell (Barbara Rafferty), Bob Shield (capitano Dayton), H. M. Wynant (Stone Calf)

## A Personal Matter
- Prima televisiva: 28 gennaio 1959
- Diretto da: Eddie Davis
- Scritto da: Fran Van Hartsveldt

### Trama
- Guest star: Don Eitner (conducente della diligenza), Robert Lynn (Inn Clerk), Peggy Knudsen (Louisa Carey), Raymond Hatton (Adam Fairbanks), Pierce Lyden (Blacksmith), Tom London (sceriffo), Dennis Moore (Tim Clovis), Alan Hale, Jr. (Bailey Harper)

## License to Cheat
- Prima televisiva: 4 febbraio 1959
- Diretto da: Jesse Hibbs
- Scritto da: George F. Slavin

### Trama
- Guest star: Brett King (Hub Elliott), James Winslow (Stan Larson), Allison Hayes (Ellie Winters), William Phipps (Ken Wills), Andy Albin (Eddie), Joel Riordan (Chuck), Moody Blanchard (Red), Jean Paul King (Curly), Frank Scammell (Sandy), Douglas Kennedy (Jeb Crater)

## Sharpshooter
- Prima televisiva: 11 febbraio 1959
- Diretto da: John Rich
- Scritto da: Maurice Tombragel

### Trama
- Guest star: Harry Fleer (Darby Cole), Anne Dore (Jezebel), Lisa Gaye (Lori Dowling), Paul Dubov (Danny Dowling), Conrad Nagel (Harry Varden)

## River Boat
- Prima televisiva: 18 febbraio 1959
- Diretto da: Walter Doniger
- Scritto da: Gene Levitt

### Trama
- Guest star: Clark Howat (Murdock), Brett Halsey (Kyle), Patricia Powell (Nora), Walter Barnes (Paulson), Bob Jellison (Perry), Jacques Aubuchon (King Henry)

## Battle of the Pass
- Prima televisiva: 25 febbraio 1959
- Diretto da: Alan Crosland, Jr.
- Scritto da: Don Brinkley

### Trama
- Guest star: Emile Meyer (generale Moran), Leo Needham (barista), Will Wright (Billy Willow), Roy Engel (Maloney), Wayne Morris (Mace Pomeroy)

## Marked Deck
- Prima televisiva: 11 marzo 1959
- Diretto da: Otto Lang
- Soggetto di: Charles Smith

### Trama
- Guest star: Richard Emory (William Roberts), Tom McKee (Derelict), Cathy Downs (Amelia Roberts), Phil Chambers (sceriffo), Leake Bevil (barista), George Offerman (Dealer), Charles Boaz (Taggert), Ollie O'Toole (Rinehart), Ed Nelson (Jedrow), Denver Pyle (Dan Morgan)

## Incident in Leadville
- Prima televisiva: 18 marzo 1959
- Diretto da: Alan Crosland, Jr.
- Scritto da: Harry Essex

### Trama
- Guest star: Jack Lambert (King Fisher), Jonathan Hole (Mart), Edward Platt (Roy Evans), John Cliff (Jess Santola), Kathleen Crowley (Jo Hart)

## The Tumbleweed Wagon
- Prima televisiva: 25 marzo 1959
- Diretto da: Walter Doniger
- Scritto da: Wells Root

### Trama
- Guest star: John Carradine (Vince Morgan), Paul Lambert (Luke Steiger), Fay Spain (Julie Poe), Noel Drayton (chitarrista)

## Brunette Bombshell
- Prima televisiva: 1º aprile 1959
- Diretto da: Alan Crosland, Jr.
- Scritto da: John Elliotte

### Trama
- Guest star: George Eldredge (Monroe Fowler), Charles Fredericks (Marty), Rebecca Welles (Isabel Fowler), Gene Nelson (Whit Morrison)

## Deadline
- Prima televisiva: 8 aprile 1959
- Diretto da: John Rich
- Scritto da: George F. Slavin
- Soggetto di: Richard O'connor

### Trama
- Guest star: Ralph Moody (Garth), Eve Brent (Lorna Adams), Harry Dean Stanton (Jay Simms), Ken Lynch (Tim Minto)

## Man of Action
- Prima televisiva: 22 aprile 1959
- Diretto da: Alan Crosland, Jr.
- Scritto da: Gene Levitt

### Trama
- Guest star: Harold Stone (Jess Hobart), Joan Elan (Deborah Jenkins), Gavin Muir (Oliver Jenkins)

## A Matter of Honor
- Prima televisiva: 29 aprile 1959
- Diretto da: Walter Doniger
- Scritto da: Wells Root

### Trama
- Guest star: Kenneth R. MacDonald (Tack Colby), Stephen Bekassy (Anton von Landi), John Vivyan (Chip Grimes), Paula Raymond (Millie Wilkins)

## Lottery of Death
- Prima televisiva: 13 maggio 1959
- Diretto da: Walter Doniger
- Scritto da: Don Ingalls

### Trama
- Guest star: Myron Healey (Jack Latigo), Len Hendry (Manager), John Sutton (Andrew Stafford), Constance Ford (Gwen Parsons), Jack Lester (barista), Bill Erwin (Teller), Warren Oates (Sonny Fowler)

## The Death of Bat Masterson
- Prima televisiva: 20 maggio 1959
- Diretto da: Alan Crosland, Jr.
- Scritto da: Don Brinkley

### Trama
- Guest star: Cliff Edwards (A. J. Mulcaney), Willard Waterman (direttore della banca), Ruth Lee (Nellie Fontana), Claude Akins (Jack Fontana)

## The Secret Is Death
- Prima televisiva: 27 maggio 1959
- Diretto da: Otto Lang
- Scritto da: Mikhail Rykoff

### Trama
- Guest star: Joel Ashley (Sam Groebler), William Boyett (Bodyguard), Allison Hayes (Ellie Winters), George N. Neise (Calhoun), Leonard P. Geer (rapinatore di banche), Larry Darr (rapinatore di banche), Mel Bishop (scagnozzo), Troy Melton (Government Agent), Tom Vize (Bodyguard), John Larch (Garrickson)

## Promised Land
- Prima televisiva: 10 giugno 1959
- Diretto da: Walter Doniger
- Scritto da: D. D. Beauchamp

### Trama
- Guest star: Cal Tinney (U.S. Marshal), Rance Howard (Fletcher), Carol Ohmart (Linda Beaudine), Arthur Space (Doc Ferguson), Bill Walker (conducente), John Thye (Spade), Gerald Mohr (Courtney Shepherd)

## The Conspiracy (Part 1)
- Prima televisiva: 17 giugno 1959
- Diretto da: Alan Crosland, Jr.
- Scritto da: Don Brinkley

### Trama
- Guest star: Jerome Cowan (Jasper Salt), Ted de Corsia (barista), Diane Brewster (Lynn Harrison), Paul Richards (Ned Ruggles), John Hart (Wilson), Willis Bouchey (Marshal), Arthur Shields (John Surratt)

## The Conspiracy (Part 2)
- Prima televisiva: 24 giugno 1959
- Diretto da: Alan Crosland, Jr.
- Scritto da: Don Brinkley

### Trama
- Guest star: Jerome Cowan (Jasper Salt), Ted de Corsia (barista), Diane Brewster (Lynn Harrison), Paul Richards (Ned Ruggles), John Hart (Wilson), Willis Bouchey (Marshal), Arthur Shields (John Surratt)

## The Black Pearls
- Prima televisiva: 1º luglio 1959
- Diretto da: Alan Crosland, Jr.
- Scritto da: Wells Root

### Trama
- Guest star: James Coburn (Polk Otis), Jacqueline Scott (Carol Otis), Gerald Milton (sceriffo Gowdy)

## The Desert Ship
- Prima televisiva: 15 luglio 1959
- Diretto da: Walter Doniger
- Scritto da: Wells Root

### Trama
- Guest star: Michael Forest (Les Wilkins), Jack Kruschen (Ben Tarko), John Wengraf (Anders Dorn), Karen Steele (Elsa Dorn)

## The Romay Knives
- Prima televisiva: 22 luglio 1959
- Diretto da: Walter Doniger
- Scritto da: Barney Slater

### Trama
- Guest star: Eve Collins (Erma Colton), Paul Sorenson (uomo), Frank Silvera (Grasia), Chana Eden (Leda), Ray Danton (Tonio)

## Buffalo Kill
- Prima televisiva: 29 luglio 1959
- Diretto da: Eddie Davis
- Scritto da: Leo Gordon

### Trama
- Guest star: John Doucette (Luke Simes), Lisa Gaye (Susan Carver), Ted Jacques (J. J. Carver)